# Société des transports intercommunaux de Charleroi
Pour les articles homonymes, voir STIC (homonymie).
La Société des transports intercommunaux de Charleroi (STIC) est une société de transport belge créée en 1962.

## Présentation
En 1903, la «S.A. des Railways économiques de Liège-Seraing et extensions» devient concessionnaire de la ligne de chemin de fer d'intérêt local reliant Charleroi à Gilly et à Montignies-sur-Sambre créée en 1885. En 1904, la concession est transférée à la société des Tramways électriques du pays de Charleroi et extensions (T.E.P.C.E.) qui vient d'être fondée.
L'électrification des lignes débutée en 1901 vers Mont-sur-Marchienne atteint Gilly (Quatre Bras) en 1904, puis Soleilmont. La Société des tramways électriques du Pays de Charleroi et extensions développe ce réseau ferré jusqu'en 1938. Des services d'autobus compléteront ce réseau dès 1932. Les dix services ferrés seront progressivement remplacés par des autobus entre 1959 et 1974. En 1962, la Société des Transports Intercommunaux de Charleroi (STIC) remplace les TEPCE dont la concession se termine.

## Aperçu historique
Article détaillé: Société des tramways électriques du Pays de Charleroi et extensions (T.E.P.C.E.)
C'est en 1877, que l'idée de doter la ville de Charleroi et ses environs de services de transports en commun prit naissance. Ce ne fut toutefois qu'en 1881 qu'une première ligne de tramways à traction chevaline fut créée.
En 1881 également, une nouvelle entreprise de transports en commun, la « Société des Chemins de fer Vicinaux Belges », mit en service une ligne de tramways à vapeur, ces deux lignes étaient établies en « voie normale » de 1,435 m.
En 1903, la concession des deux lignes de la « Société des Chemins de fer Vicinaux Belges » fut confiée à une entreprise liégeoise, la « Société Anonyme des Railways Économiques de Liège-Seraing et Extensions » (les RELSE), qui, après avoir transformé complètement le réseau en le mettant à l'écartement métrique et en lui appliquant la traction électrique, constitua , en 1904, une filiale : la « Société Anonyme des Tramways Électriques du Pays de Charleroi et Extensions » (les célèbres T.E.P.C.E.) à laquelle elle rétrocéda définitivement la concession.
À la veille de la seconde guerre mondiale, le réseau des T.E.P.C.E. avait enfin acquis sa physionomie définitive qu'il allait conserver pendant presque vingt ans et qui allait constituer son apogée puisque, à cette époque, son développement maximum s'étendait sur 67 km de voies.
Le 1er janvier 1962, un nouvel organisme : la « Société des Transports Intercommunaux de Charleroi » (la STIC) se substitua aux « Tramways Électriques du Pays de Charleroi » dont la concession était arrivée à expiration. Le premier soin du nouvel exploitant fut de créer tout un réseau de nouvelles lignes d'autobus dans la région.
Le 30 juin 1974, c'est le dernier de circulation du « Tram vert ».
Dans le cadre de la régionalisation de la Belgique, la loi du 26 juin 1990 prononce la dissolution de la SNCV dans la ligne de la loi du 8 août 1988 transférant aux Régions la tutelle des transports urbains et régionaux. Les transports régionaux désignent dans les textes législatifs les transports vicinaux, c'est-à-dire ceux organisés par la Société Nationale des Chemins de fer Vicinaux.
L'Arrêté Royal du 27 mars 1991 transfère les missions, biens, droits et obligations de la SNCV, avec effet rétroactif au 1er janvier 1991, à deux organismes régionaux : la Vlaamse Vervoer Maatschappij (VVM) connue sous la dénomination commerciale De Lijn en Région flamande et la Société Régionale Wallonne du Transport (SRWT) connue sous la dénomination commerciale TEC en Région wallonne. Cela représente la fin effective de la SNCV et la suppression de la distinction juridique entre transports urbains et vicinaux au profit de la nouvelle définition de transports régionaux, c'est-à-dire de transports organisés sous la tutelle d'une Région.
À Charleroi, le groupe de Charleroi de la SNCV et la STIC fusionnent pour donner naissance au TEC Charleroi.

## Exploitation

### Évolution du réseau

#### En 1962
La STIC (Société des Transports Intercommunaux de Charleroi) a repris début 1962, la concession de la T.E.P.C.E. À côté d'un réseau de tramway, elle a hérité aussi de quelques lignes de bus.
Dans l'indicateur des lignes de 1962, on retrouve les lignes de bus et de tram suivantes :
- Lignes de tram :
  - 2: Charleroi Sud - Taillis Prés
  - 4: Charleroi Sud - Châtelineau

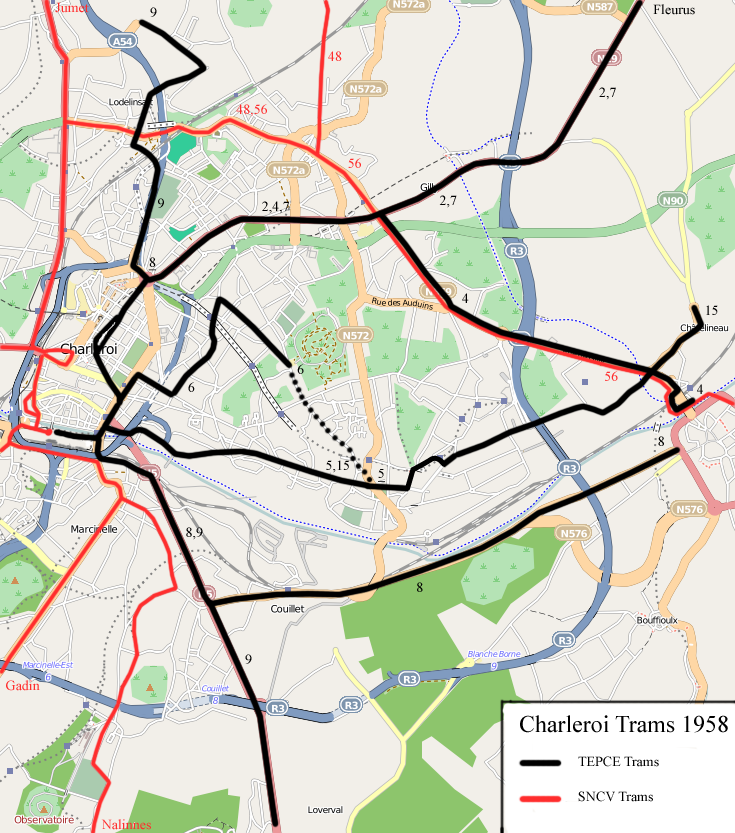
Carte du réseau de tramways à Charleroi à la fin des années 1950. Réseau TEPCE en noir, réseau SNCV en rouge.

  - 5: Charleroi Sud - Montignies-sur-Sambre
  - 7: Charleroi Sud - Fleurus
  - 8: Charleroi Gare du Nord - Couillet Bifurcation
  - 9: Jumet - Charleroi Gare du Nord - Loverval / Châtelet
  - 15: Charleroi Sud - Châtelineau Place Wilson
- Lignes de bus :
  - 6: Charleroi Sud - Neuville - Trieu Kaisin
  - SA: Charleroi Sud - Dampremy - Alouette
  - GN: Gilly (rue Nutons) - Gilly (4 Bras)
  - GM: Gilly (Cimetière) - Montignies-sur-Sambre - Couillet
  - CA: Charleroi - Couillet - Joncret - Acoz
  - CBL: Couillet - Loverval / Bouffioulx - Châtelet

#### La bussification du réseau
Le remplacement des trams par des bus a commencé en 1959 par la ligne 6.
Au début de juin 1969, une partie de la section de la ligne 4 entre Gilly et Châtelineau fut remplacée par des bus. Pour cela, la STIC acheta cinq BL55S-Jonckheere qui formeront la série 50-54.
Les lignes 8 et 9 ont suivi en 1972 ; la ligne 7 en 1973 et les lignes 2, 5 et 15 le 30 avril 1974.
C'est le 30 juin 1974 que le dernier « Tram vert » est rentré définitivement au dépôt !

#### Les années 1980
À cette période, plusieurs lignes étaient exploitées uniquement le soir ou le dimanche, de sorte que pour le voyageur occasionnel, il ne doit pas toujours être facile de s'y retrouver.
Notons, en août 1982,  l'extension du réseau vers Farciennes (ligne 35), une réorganisation des lignes 11 et 12, et la création des lignes 12 barré et M.
En février 1983, apparaît la ligne 722 combinant les lignes 7 et 22. Cette ligne 722 est exploitée uniquement le matin et le soir.
À la suite de la livraison des Van Hool A280 en 1988, la STIC adopte une nouvelle livrée.

#### Les années 1990 et la fin de la STIC
Au 1er septembre 1990, le réseau de la STIC se compose des lignes suivantes :

Plan du réseau en 1990.

- Plan du réseau en 1990.2: Charleroi Sud - Taillis Prés (heures de pointe uniquement)
- 4 : Charleroi Sud - Châtelineau Gare
- 5 : Charleroi Sud - Montignies-sur-Sambre Pl. Albert 1er (heures de pointe uniquement)
- 6 : Charleroi Sud - Montignies-sur-Sambre Pl. Reconnu via la Neuville
- 16 : prolongement de la ligne 6 vers Montignies-sur-Sambre Pl. Albert 1er (pas les dimanches)
- 7 : Charleroi Sud - Gilly (4-Bras) - Fleurus
- 722 : Charleroi Sud - Châtelineau Pl. Destrée - Fleurus (uniquement tôt le matin et tard le soir, combinaison entre les lignes 7 et 22)
- 8 : Charleroi Beaux-Arts - Couillet - Châtelet Justice
- 18 : Jumet - Charleroi - Couillet - Châtelet Justice (uniquement le week-end et dans le sens vers Châtelet)
- 9 : Jumet (Rogier ou Trou) - Charleroi - Loverval
- 19 : Charleroi Beaux-Arts - Loveval (uniquement le week-end et dans le sens vers Loverval)
- 10 : Charleroi (Alouette et Sud) - Couillet Fiestaux
- 11 : Ransart Bois - Montignies-sur-Sambre Pl. Albert 1er (du lundi au samedi)
- 12 : Gilly Cimetière - Couillet Centre (du lundi au samedi)
- 12/ : Jumet Hamendes - Gilly - Loverval IMTR (du lundi au samedi et le dimanche après-midi)
- M : Ransart Bois - Charleroi Sud (uniquement le dimanche matin, service marché)
- 13 : Charleroi Sud - Couillet Fiestaux - Châtelet Saint-Roch
- 15 : Charleroi Sud - Châtelineau Pl. Wilson
- 15/ : service partiel de la ligne 15 limité à Montignies-sur-Sambre Pl. Reconnu
- 25 : prolongement de la ligne 15 vers Châtelineau Cité Leburton
- 35 : prolongement de la ligne 15 vers Farciennes Place
- 22 : Charleroi Sud - Gilly-4-Bras - Châtelineau Pl. Destrée
- 32 : extension de la ligne 22 vers Pironchamps Bois
- E : Charleroi Beaux-Arts - Nalinnes Bultia - Joncret - Acoz Centre
- E/ : Charleroi Beaux-Arts - Nalinnes (Haies-Centre-Bultia) - Gerpinnes Centre (ligne scolaire)

Le 30 mai 1991, la « Société des Transports Intercommunaux de Charleroi » disparaît au profit de la nouvelle entité juridique « Société de Transport en Commun de Charleroi », en abrégé TEC Charleroi.
Les bus de la défunte STIC porteront encore quelque temps la livrée verte; un autocollant avec le logo de la nouvelle société est apposé sur les carrosseries sur celui de la STIC et un 7 est rajouté devant le numéro de parc des bus

## Le matériel roulant

### Les tramways (1959)[3]
- 25 motrices, numérotées 401 à 425, construites entre 1942 et 1945 à Ostende, équipées de deux moteurs de 75 CV et d'une capacité de 91 places ;
- 12 motrices, numérotées 300 à 311, construites par « la Métallurgique » de Nivelles en 1930-1932, pourvues de deux moteurs de 65 CV ;
- 12 remorques type Gilly, numérotées 1 à 12, provenant de la Franco-Belge à la Croyère, qui les a fournies en 1904, et ayant été modernisées en 1951, d'une capacité de 84 places ; et
- 8 remorques type Couillet, livrées par Baume et Marpent en 1915, immatriculées 37 à 44, d'une capacité de 84 places.

### Les bus
| 31-32        | Brossel A88 DLH Jonckheere          | Leyland O600     | 1952      | 1972          | 32 ex 63-67 plaque minéralogique 920861        |                                          |                                          |                                                                                                |                                                             |                                                           |
| 33-34        | Brossel A88 DLH Jonckheere/Van Hool | Leyland O600     | 1952      | 1972          | 33 ex 63-97 plaque minéralogique 5147.P        |                                          |                                          |                                                                                                |                                                             |                                                           |
| 35-42        | Brossel A88 DLH Jonckheere/Van Hool | Leyland O600     | 1952      | 1972          | 36 ex 63-128 plaque minéralogique 6230.P       | 37 ex 63-120 plaque minéralogique 5301.P | 38 ex 63-131 plaque minéralogique 6238.P | 39 ex 63-0150 plaque minéralogique 6252.P                                                      | 40 ex 63-0156 plaque minéralogique 6262.P - (ex Gent 238)   | 42 ex 63-0163 plaque minéralogique 4727.P - (ex Gent 225) |
| 43-47        | Brossel A99 DARVM-Jonckheere        | Leyland O680     | 1963      | 1978          | 43 ex 63-0226 - revendu à la ville de Mons     | 44 - revendu à la ville de Mons          | 45 - revendu à la ville de Mons          | 46 plaque minéralogique 8491.P - revendu à la ville de Mons                                    | 47 plaque minéralogique 8575.P - revendu à la ville de Mons |                                                           |
| 50-54        | Brossel BL55S-Jonckheere            | Leyland O680     | 1969      | 1972-1983     | 50 > 11 plaque minéralogique 507P9             | 51 > 12 plaque minéralogique 507P8       | 52 > 13 plaque minéralogique 508P0       | 53 > 14 plaque minéralogique 507P7 - Renuméroté TEC 7100 -INFOBUS plaque minéralogique ETX-715 | 54 > 15 plaque minéralogique 507P6                          |                                                           |
| 55-62        | Van Hool 409 AU 9                   | Fiat 8200.12     | 1972      | 1983-1991     |                                                |                                          |                                          |                                                                                                |                                                             |                                                           |
| 63-74        | Van Hool 409 AU 9                   | Fiat 8200.12     | 1972      | 1983-1991     | 74 plaque minéralogique 842P2                  |                                          |                                          |                                                                                                |                                                             |                                                           |
| 76-87        | Van Hool 409 AU 9                   | Fiat 8200.12     | 1973      | 1983-1987     |                                                |                                          |                                          |                                                                                                |                                                             |                                                           |
| 88-99        | Van Hool 409 AU 9                   | Fiat 8200.12     | 1973      | 1983-1987     |                                                |                                          |                                          |                                                                                                |                                                             |                                                           |
| 101-131      | Van Hool 409 AU 93                  | Fiat 8200.12     | 1974      | 1984-1990     |                                                |                                          |                                          |                                                                                                |                                                             |                                                           |
| 139          | Van Hool 420HAU St.9                | Fiat 220H006     | 1975      | 1987          |                                                |                                          |                                          |                                                                                                |                                                             |                                                           |
| 141-150      | Van Hool A120/02                    | MAN D2566        | 1977      | 1994-1999     | Devenue la série 7141-7150 au TEC Charleroi    |                                          |                                          |                                                                                                |                                                             |                                                           |
| 151-174      | Van Hool A120/31                    | MAN D2566        | 1983-1984 | 2001-2005     | Série 7151-7174 au TEC Charleroi               |                                          |                                          |                                                                                                |                                                             |                                                           |
| 175-199      | Van Hool A120/31                    | MAN D2566        | 1987      | 2005-2008     | Série 7175-7199 au TEC Charleroi               |                                          |                                          |                                                                                                |                                                             |                                                           |
| 202-213, 215 | Bus & Car-Eagle 16                  | Caterpillar 1160 | 1976      | Juillet 1991  | Série 7202-7213,7215 au TEC Charleroi          |                                          |                                          |                                                                                                |                                                             |                                                           |
| 216-218      | Van Hool A280                       | MAN D2866        | 1988      |               | Transformés en bus auto-école. Série 7216-7217 |                                          |                                          |                                                                                                |                                                             |                                                           |
| 31-40        | Van Hool A120/31                    | MAN D2566        | 1989-1990 | Date inconnue | Série 7031-7040 depuis le 1/07/1991            |                                          |                                          |                                                                                                |                                                             |                                                           |
| 41-47        | Van Hool A500                       | MAN D2866        | 1990      | 2008          | Devenue la série 7041-7047 en juillet 1991     |                                          |                                          |                                                                                                |                                                             |                                                           |

## Maître d'œuvre du métro léger de Charleroi

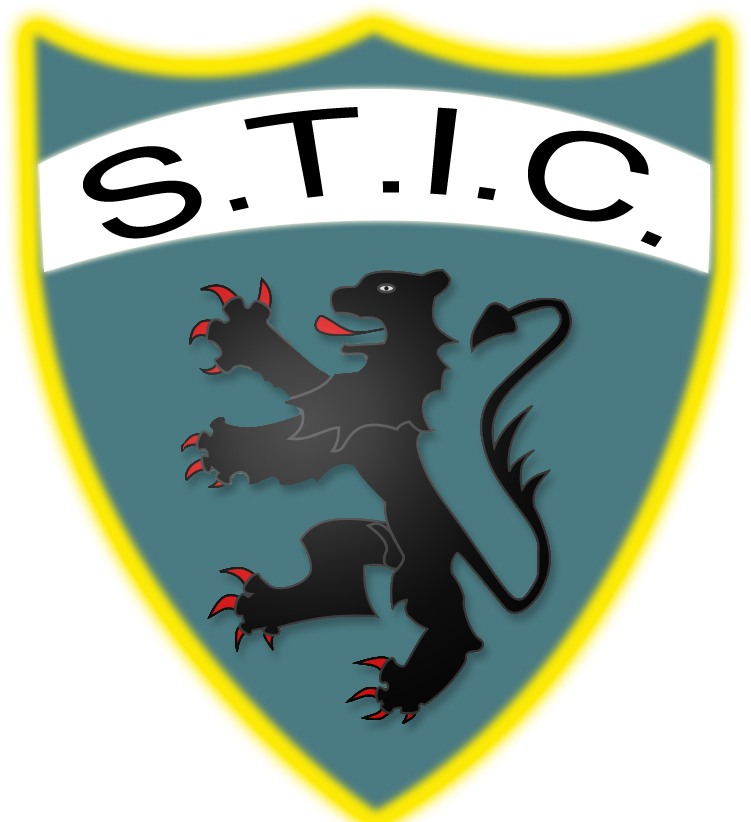
Blason héraldique utilisé sur les tramways

Au milieu des années 1960, lorsque l'État décide de doter la région de Charleroi d'un métro léger, il confie à la STIC l'étude et la réalisation de ce réseau qui deviendra le métro léger de Charleroi (MLC).